# 許翔鳳
許翔鳳（1474年—？），字國禎，山西平陽府洪洞縣人，軍籍，明朝政治人物。

## 生平
山西鄉試第十七名舉人。正德六年（1511年）中式辛未科會試第三百一名，登第三甲第九十九名進士。授河南上蔡县知县，十一年十月选授试御史，十二年实授，十六年巡按陕西甘肃，丁憂服闋，嘉靖五年（1526年）八月復除廣東道御史，迁陜西参议，上疏乞休。

## 家族
曾祖許時泰；祖父許班；父許瑄，曾任遞運所大使。前母李氏；母張氏。慈侍下。兄九皋。弟鳴鳳。

## 延伸阅读
[在维基数据编辑]